# Willy Burmester
Pour les articles homonymes, voir Burmester.
Willy Burmester (né le 16 mars 1869 à Hambourg, décédé le 16 janvier 1933 dans cette ville) est un violoniste et compositeur allemand.

## Biographie et carrière
Willy Burmester a été l'élève à la Königlichen Hochschule für Musik Berlin de Joseph Joachim, avec qui il a étudié pendant de nombreuses années à Berlin. En 1885, cependant, il a fait sécession de l'école Joachim, et a commencé à développer sa technique en vue de perfectionner sa virtuosité plutôt que de rechercher une pureté classique du style.
À partir de 1886, il a entrepris des tournées de concerts. En 1890, il était premier violon à Sondershausen. Il a vécu à Weimar, Helsinki, Berlin et Darmstadt.
L'interprétation des classiques par Burmester a été décrite comme un peu froide et dépourvue de sentiment. Son goût était suffisamment éclectique pour pouvoir aborder toutes les écoles musicales. Il s'est fait connaître tout particulièrement comme interprète des œuvres de Paganini. Sur le continent, sa réputation était très élevée. Il n'a pas, cependant, fait une grande impression lors de sa première visite en Angleterre et en Amérique, même si les spectateurs ont admiré ses prouesses techniques merveilleuses, en particulier son pizzicato de la main gauche, et sa maîtrise des traits rapides en tierces et dixièmes. Il souffrait cependant d'un handicap car l'extrémité de son premier doigt était tournée vers le bas à cause d'un nerf.
Dans ses dernières années, Burmester avait remédié à ces défauts, et ceux qui l'ont entendu jouer lors de ses concerts, étaient très impressionnés par ses qualités musicales.
Jean Sibelius avait initialement dédié son Concerto pour violon à Burmester, qui avait promis de le jouer à Berlin. Pour des raisons financières, Sibelius a décidé de créer l'œuvre à Helsinki en 1903, et comme Burmester était indisponible pour venir en Finlande, Sibelius a engagé Viktor Nováček, professeur de violon au Conservatoire de Helsinki. La première représentation a été un désastre. Sibelius a révisé le concerto et la nouvelle version a été créée en 1905 à Berlin. Willy Burmester a de nouveau demandé à en être le soliste, mais il était de nouveau indisponible, donc le concert a eu lieu sans lui. Le concerto a été interprété par l'Orchestre philharmonique de Berlin sous la direction de Richard Strauss avec Karel Halíř en soliste. Burmester a été si offensé qu'il a renoncé définitivement à jouer ce concerto, et Sibelius a re-dédicacé le concerto à l'« enfant prodige » hongrois Franz von Vecsey.

## Compositions
Willy Burmester a composé une sérénade pour quatuor à cordes et contrebasse, intitulée Fünfzig Jahre Künstlerleben (Cinquante ans de la vie d'un artiste) évoquant des souvenirs autobiographiques. Il a retravaillé des œuvres de Johann Sebastian Bach et Georg Friedrich Haendel et a édité des versions pour violon et piano.

## Sources de la traduction
- (en)/(de) Cet article est partiellement ou en totalité issu des articles intitulés en anglais « Willy Burmester » (voir la liste des auteurs) et en allemand « Willy Burmester » (voir la liste des auteurs).